# Macromitrium brevicaule
Macromitrium brevicaule är en bladmossart som beskrevs av Brotherus 1903. Macromitrium brevicaule ingår i släktet Macromitrium och familjen Orthotrichaceae. Inga underarter finns listade i Catalogue of Life.